# Middlewich
Middlewich är en ort och en civil parish i grevskapet Cheshire i England. Orten tillhör enhetskommunen Cheshire East. Ortens folkmängd uppgick till 13 595 invånare 2011, på en yta av 3,90 km². Middlewich nämndes i Domedagsboken (Domesday Book) år 1086, och kallades då Wich.